# Barra de Santo Antônio
Barra de Santo Antônio è un comune del Brasile nello Stato dell'Alagoas, parte della mesoregione di Leste Alagoano e della microregione di Maceió.